# Avicennia rumphiana
A Avicennia rumphiana Hallier fil. conhecida popularmente na lpingua malaia como api api bulu, é uma espécie vegetal de mangue do tipo angiosperma, ou seja, que possuem sementes protegidas por frutos, do gênero Avicennia e da família Acanthaceae .

## Distribuição geográfica
Características de ambientes marinhos, a espécie pode ser encontrada no Sul e sudeste da Ásia, de onde é endêmica e também na Malásia, Filipinas, Indonésia e Papua Nova Guiné . Ela pode ser encontrada em ambientes de meia sombra e até de incidência luminosa direta . Não é encontrada no Brasil.

## Descrição morfológica
A espécie é encontrada em manguezais e é considerada como uma das mais altas do gênero, crescendo até 30 m de altura com uma circunferência de 3 metros. Possui tronco com raízes verticais curtas e são usadas para trocas gasosas (pneumatóforos). Elas se espalham superficialmente pelo substrato e enviam numerosos pneumatóforos. A casca é lisa e de um tom escuro de cinza. As folhas estão dispostas em pares opostos, ovais, podendo formar uma disposição colher, verde brilhante acima e feltro marrom-amarelado abaixo. Possui flores individuais com mais de 1 cm de diâmetro e em um aglomerado globular, tanto o cálice quanto as pétalas são peludas. As cápsulas de frutas também são feltradas e contêm uma única semente .

## Estado de conservação
De acordo com a Lista Vermelha de Espécies Ameaçadas da IUCN, a espécie vegetal em questão encontra-se vulnerável quanto à ameaça de sofrer com o declínio populacional .

## Importância econômica e usos
Avicennia rumphiana é uma das várias espécies de mangue plantadas para defesa costeira. A madeira é utilizada para a construção civil, mas produz uma lenha pobre, sendo utilizada apenas para defumar peixe e outros produtos. As flores produzem muito néctar que é coletado pelas abelhas para fazer mel. As sementes são consumidas como vegetais cozidos .

### Outras aplicações medicinais
As sementes são cozidas e comidas e, em alguns lugares, vendidas em mercados como vegetais. As flores perfumadas produzem um pouco do melhor mel quando coletadas pelas abelhas. A madeira é usada para construções  Raramente é usado para fazer carvão e serve como lenha apenas para defumar peixe ou borracha. Esta árvore de manguezal de crescimento rápido está entre as poucas usadas no replantio de manguezais para proteger as costas 